# Dezastrul de la Le Mans din 1955
Dezastrul de la Le Mans din 1955 a fost un accident major care a avut loc pe 11 iunie 1955 în timpul cursei automobilistice 24 de ore de la Le Mans pe Circuitul Sarthe în Le Mans, Sarthe, Franța. Bucăți mari de resturi au zburat în mulțime, omorând 83 de spectatori și pe pilotul francez Pierre Levegh, și rănind alte aproximativ 120 de persoane. A fost cel mai catastrofal accident din istoria sporturilor cu motor, determinând mai multe țări din Europa să interzică sporturile cu motor la nivel național; Elveția a ridicat interdicția abia în 2022.
Accidentul a început atunci când pilotul Mike Hawthorn de la Jaguar a tras pe partea dreaptă a pistei în fața pilotului Lance Macklin de la Austin-Healey și a început să frâneze pentru oprirea la boxe. Macklin a ieșit din spatele Jaguar-ului care încetinea și a intrat în calea lui Levegh, care trecea pe partea stângă cu Mercedes-Benz 300 SLR-ul său mult mai rapid. Levegh l-a lovit din spate pe Macklin la viteză mare, lansându-și propria mașină în aer. Mașina lui Levegh a sărit peste o bermă de protecție din pământ cu 200 km/h și a avut cel puțin două impacturi în zona spectatorilor, dintre care ultimul a provocat dezintegrarea mașinii, aruncându-l pe Levegh pe pistă, unde a decedat pe loc. Bucăți mari de resturi precum blocul motor, radiatorul, suspensia față și capota Mercedes-ului, au fost aruncate în aer în zona de spectatori din fața tribunei. Partea din spate a mașinii lui Levegh a aterizat pe bermă și a explodat în flăcări.
Au existat multe dezbateri cu privire la vina pentru dezastru. Ancheta oficială nu a considerat niciunul dintre piloți responsabil în mod special și a criticat configurația pistei vechi de 30 de ani, care nu fusese proiectată pentru mașini atât de rapide precum cele implicate în accident.

## Înainte de accident
A existat un mare interes pentru cursa de 24 de ore de la Le Mans din 1955, întrucât Ferrari, Jaguar și Mercedes-Benz câștigaseră cursa anterior și toți cei trei producători auto veniseră cu mașini noi și îmbunătățite. Mașinile Ferrari, campioane în exercițiu la acea vreme, erau foarte rapide, dar fragile și predispuse la defecțiuni mecanice. Jaguar și-a concentrat cursele aproape exclusiv pe Le Mans și a avut o linie de piloți foarte experimentată, printre care pilotul de Formula 1 al Ferrari Mike Hawthorn.
După ce a cucerit Formula 1, Mercedes-Benz a debutat cu noul 300 SLR în Campionatul Mondial de Mașini Sport din acel an, și a obținut cu o victorie record la Mille Miglia cu Stirling Moss. 300 SLR avea o caroserie construită dintr-un aliaj de magneziu ultraușor numit Elektron. Mașina nu dispunea de frânele pe disc de ultimă generație, mai eficiente, precum cele de pe rivalul Jaguar D-Type, în schimb încorpora frâne cu tambur în interior și o frână pneumatică mare în spatele pilotului, care putea fi ridicată pentru a crește rezistența cu aerul la înaintare și a încetini mașina.
Alfred Neubauer, directorul echipei Mercedes, a alcătuit o echipă multinațională pentru cursă: i-a asociat pe cei mai buni doi piloți ai săi, Juan Manuel Fangio și Stirling Moss, în mașina de conducere, pe Karl Kling, câștigătorul cursei din 1952, cu francezul André Simon (ambii făcând parte și din actuala echipă de Formula 1), iar pe americanul John Fitch cu Pierre Levegh, unul dintre cei mai vechi oameni ai automobilismului francez.
În afară de două modificări ale configurației pentru a scurta circuitul, Circuitul Sarthe a rămas în mare parte neschimbat de la începutul curselor în 1923, când viteza maximă a mașinilor era de obicei în jur de 100 km/h. În 1955, vitezele maxime ale mașinilor de top erau de peste 270 km/h. Acestea fiind spuse, circuitul a fost reasfaltat și lărgit după cel de-al Doilea Război Mondial. Boxele și tribunele fuseseră reconstruite, dar nu existau bariere între linia boxelor și linia de curse, ci doar un banc de pământ de 1,2 m între pistă și spectatori. Mașinile nu aveau centuri de siguranță; piloții au motivat că era de preferat să fie aruncați într-o coliziune decât să fie striviți sau blocați într-o mașină în flăcări.
Cursa din 1955 a început sâmbătă la ora 16:00 și, așa cum se prevăzuse, mașinile performante ale lui Eugenio Castellotti (Ferrari), Hawthorn (Jaguar) și Fangio (Mercedes-Benz) au fost în fruntea plutonului în prima oră. Pentru a prelungi durata de viață a mașinilor, celelalte echipe au adoptat o strategie mai conservatoare, însă concurau în primele zece poziții. În a doua oră, Castellotti a început să se retragă, dar Hawthorn și Fangio au continuat duelul, schimbându-și șefia și coborând din ce în ce mai mult recordul de tur, depășind majoritatea plutonului.
Accidentul a avut loc la ora 18:26, la sfârșitul turului 35, când începeau primele opriri la boxe pentru mașinile din frunte.

## Accidentul

### Cauza imediată
În turul 35, Hawthorn și Fangio conduceau mai tare ca niciodată. În biografia sa, Hawthorn a spus că a fost „hipnotizat momentan de legenda superiorității Mercedes .... Apoi mi-am revenit și m-am gândit: „La naiba, de ce o mașină germană ar trebui să învingă o mașină britanică?” Cu un tur înainte, echipa de la boxe a lui Hawthorn îi semnalase să intre în turul următor. Tocmai îl depășise pe Levegh (locul șase) după Arnage (unul dintre virajele circuitului) și era hotărât să-l țină pe Fangio la distanță cât mai mult. La ieșirea din porțiunea Maison Blanche a traseului, l-a ajuns rapid din urmă pe Lance Macklin în mașina Austin Healey 100S, care îl văzuse și se mutase pe dreapta pentru a-l lăsa să treacă. După ce a mai adăugat încă un tur între el și Macklin la intrarea pe linia dreaptă principală, Hawthorn a ridicat mâna pentru a indica intrarea la boxe și a trecut pe partea dreaptă (conform mărturiei lui Hawthorn). Ceea ce l-a surprins pe Macklin a fost faptul că Hawthorn, folosind frânele cu disc avansate ale Jaguar-ului, a frânat suficient de puternic pentru a încetini mașina de la o asemenea viteză la timp.

### Coliziunea

Reconstituirea, etapă cu etapă, a accidentului de cursă

Au existat doi factori cheie în ceea ce privește configurația pistei la acel moment - în primul rând, nu exista o linie de decelerare desemnată pentru mașinile care intrau pe linia boxelor, iar în al doilea rând, chiar înainte de linia dreaptă principală, exista o curbă foarte ușoară la dreapta, după care Hawthorn a început să frâneze.
Macklin, care de asemenea a frânat puternic, a ieșit de pe marginea din dreapta a pistei, aruncând praf în aer. Observând că Hawthorn încetinește, fie că a fost vorba de o reacție instinctivă, de o pierdere de control din cauza schimbării suprafeței de rulare sau de funcționarea neuniformă a frânelor pe disc ale mașinii sale, Macklin a virat la stânga pentru a-l evita pe Hawthorn. Până la urmă, mașina lui Macklin a virat spre centrul pistei, scăpând pentru scurt timp de sub control. Acest lucru l-a pus în calea Mercedes-ului lui Levegh, care se apropia cu peste 200 km/h, intenționând să facă încă un tur, fiind urmat de Fangio, care aștepta răbdător să îl depășească. Levegh nu a avut timp să se sustragă și, probabil în ultimul său gest, a ridicat mâna, avertizându-l pe Fangio, salvându-i astfel probabil viața. Cu ochii închiși, Fangio - cu propriile sale reflexe rapide - s-a strecurat prin carnagiu și a șters Jaguar-ul lui Hawthorn care staționa atunci la boxe, permițându-i să treacă nevătămat.
Roata din dreapta față a lui Levegh s-a urcat pe partea din stânga spate a mașinii lui Macklin, care a acționat ca o rampă și a lansat mașina lui Levegh în aer, zburând peste spectatori și rostogolindu-se pe o distanță de 80 de metri. Levegh a fost aruncat din mașina care se rostogolea și a lovit solul, zdrobindu-și craniul la impact, fiind omorât pe loc.
Curbura critică a drumului a pus mașina pe o traiectorie directă spre terasele și tribunele pline. Mașina a aterizat pe malul de pământ dintre spectatori și pistă, a ricoșat, apoi s-a izbit de o structură de beton a scărilor și s-a dezintegrat. Impulsul celor mai grele componente ale mașinii - blocul motor, radiatorul și suspensia din față - au fost aruncate direct în mulțime pe o distanță de aproape 100 de metri, strivind totul în calea lor. Capota mașinii s-a scuturat prin aer, „decapitând ca o ghilotină spectatorii strâns înghesuiți”. Spectatorii care se urcaseră pe scări și schele pentru a vedea mai bine pista, precum și cei care se înghesuiau să folosească pasajul subteran pentru a ajunge la boxe, s-au trezit în calea resturilor letale.
Duncan Hamilton, pilotul Jaguar, care privea de la boxe, și-a amintit: „Scena de pe partea cealaltă a drumului era de nedescris. Morții și muribunzii erau peste tot; strigătele de durere și disperare strigau catastrofă. Stăteam ca într-un vis, prea îngrozit ca să mai pot gândi”.
Când restul mașinii lui Levegh a aterizat pe terasament, rezervorul de combustibil montat în spate a explodat. Incendiul de combustibil a ridicat temperatura caroseriei Elektron rămase peste temperatura sa de aprindere, care era mai mică decât cea a altor aliaje metalice datorită conținutului ridicat de magneziu. Aliajul a izbucnit în flăcări fierbinți, împroșcând pista și mulțimea cu jar de magneziu, ceea ce a fost înrăutățit de salvatorii nefamiliarizați cu incendiile de magneziu, care au turnat apă peste infern, intensificând și mai mult flăcările. Ca urmare, mașina a ars timp de mai multe ore.
Între timp, mașina lui Macklin, puternic avariată, a lovit bariera din partea stângă, apoi a virat spre partea dreaptă a pistei, pe linia boxelor, ratând de puțin Mercedes-Benz-ul lui Kling, Maserati-ul lui Roberto Mieres și Jaguar-ul lui Don Beauman, care se aflau deja la boxe pentru realimentare înainte de accident. Mașina lui Macklin a lovit peretele neprotejat al boxelor, chiar în apropierea boxelor lui Cunningham și Mercedes-Benz, unde se aflau echipamentele Shell și Lockheed, acroșând un polițist, un fotograf și doi oficiali (toți grav răniți), apoi a ricoșat din nou pe pistă și a lovit gardul din partea stângă pentru a doua oară. Macklin a supraviețuit incidentului fără nicio rană, sărind din mașină și trecând peste banc.

## Urmări

### Următoarele ore
Hawthorn a depășit boxele și s-a oprit. Când a ieșit, echipa i-a ordonat imediat să se urce din nou și să mai facă un tur pentru a scăpa de confuzie și pericolul total. Când a oprit la boxe în timpul turului următor, a ieșit din mașină complet zdruncinat, susținând că el a provocat catastrofa. Ivor Bueb și Norman Dewis, ambii debutanți la Le Mans, au fost nevoiți să urce în mașinile lor respective pentru primul lor stagiu de pilotaj. Bueb, în special, a fost foarte reticent, dar, având în vedere starea lui Hawthorn, nu a avut de ales, după cum i-a arătat cu fermitate Dewis.
John Fitch, copilotul american al lui Levegh, se echipase și era pregătit să preia controlul mașinii la următoarea oprire la boxe, și se afla alături de soția lui Levegh, Denise Bouillin. Ei au văzut întreaga catastrofă desfășurându-se. Corpul neînsuflețit al lui Levegh, grav ars, a zăcut la vedere pe asfalt până când un jandarm a tras un banner pentru a-l acoperi. Soția lui Levegh era îngrozită, iar Fitch a rămas cu ea până când a putut fi liniștită. La o jumătate de oră după accident, Fitch și-a dat seama că, probabil, știrile erau difuzate la radio și că trebuia să-și sune familia pentru a-i asigura că nu el era pilotul mașinii accidentate. Când a ajuns la centrul media pentru a folosi un telefon, a realizat pentru prima oară enormitatea dezastrului, auzind un pilot spunând că erau deja confirmați 48 de morți. Când Fitch s-a întors la boxa sa, a îndemnat echipa Mercedes să se retragă din cursă, deoarece continuarea competiției ar fi un dezastru pentru Mercedes-Benz în ceea ce privește relațiile publice, indiferent dacă ar câștiga sau ar pierde. Directorul Alfred Neubauer ajunsese deja la aceeași concluzie, dar nu avea autoritatea de a lua o astfel de decizie.
În ciuda așteptărilor ca evenimentul să fie semnalizat cu steagul roșu și să fie oprit complet, oficialii cursei, conduși de directorul de cursă Charles Faroux, au decis continuarea cursei. În zilele de după dezastru, Faroux a oferit mai multe explicații pentru acest mod de acțiune. Acestea au inclus:
- dacă mulțimea uriașă de spectatori ar fi încercat să plece în masă, ar fi blocat drumurile principale din împrejurimi, împiedicând în mod grav accesul echipajelor medicale și de urgență care încercau să salveze răniții;[3][4][9][21][22]
- firmele participante la cursă ar fi putut da în judecată organizatorii cursei pentru sume uriașe de bani;[23]
- „legea dură a sportului dictează că evenimentul trebuie să continue”, Faroux menționând în special accidentul de la spectacolul aviatic Farnborough din 1952 ca precedent în acest sens;[23]
- și că, de fapt, nu avea autoritatea de a opri cursa și că prefectul Pierre Trouille era singura persoană abilitată să facă acest lucru, în calitate de reprezentant al Franței pe teren la Ministerul de Interne.[24]

După o întâlnire de urgență și un vot telefonic al directorilor companiei Mercedes-Benz la Stuttgart, Germania de Vest, Neubauer a primit în cele din urmă apelul care aproba retragerea echipei sale chiar înainte de miezul nopții. Așteptând până la 1:45 dimineața, când mulți spectatori plecaseră, el a pășit pe pistă și și-a chemat în liniște mașinile la boxe, care la momentul respectiv rulau pe locurile 1 și 3. Retragerea lor a fost anunțată pentru scurt timp prin sistemul de sonorizare. Camioanele Mercedes au fost încărcate și au părăsit facilitatea până dimineață. Inginerul-șef Rudolf Uhlenhaut a mers la boxele Jaguar pentru a întreba dacă echipa Jaguar va răspunde la fel, din respect pentru victimele accidentului. Antrenorul echipei Jaguar, „Lofty” England, a refuzat.

### Finalul cursei

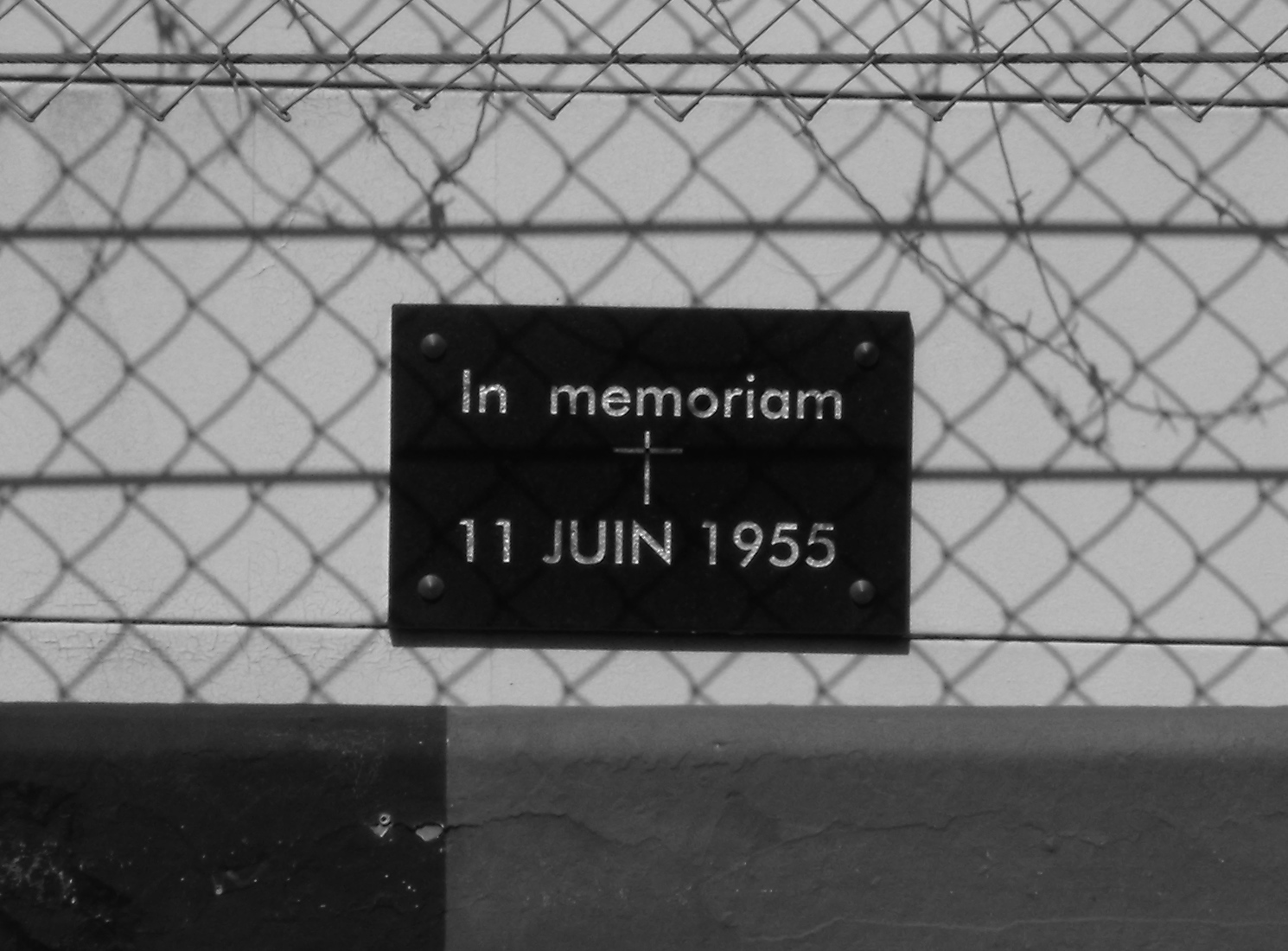
Placa comemorativă Le Mans

Hawthorn și echipa Jaguar au continuat cursa. Cu echipa Mercedes retrasă și cu Ferrari-urile pe margine, principala concurență a Jaguar dispăruse. Hawthorn și Bueb au câștigat cursa la o diferență de cinci tururi de Aston Martin. Vremea s-a stricat duminică dimineața și nu s-a sărbătorit victoria. Cu toate acestea, o fotografie de presă îl arăta pe Hawthorn zâmbind pe podium, bând din sticla de șampanie a învingătorului. Revista franceză L'Auto-Journal a publicat-o cu o descriere sarcastică: „À votre santé, Monsieur Hawthorn!” (în română: „Noroc, domnule Hawthorn!”).

### După cursă
Conform relatărilor, numărul morților a fost estimat între 80 și 84 (spectatori plus Levegh), fie din cauza resturilor care au zburat, fie din cauza incendiului, alți 120-178 fiind răniți. Alți observatori au estimat că bilanțul a fost mult mai mare. A rămas cel mai catastrofal accident din istoria sporturilor cu motor. O slujbă specială a avut loc dimineața în Catedrala din Le Mans pentru primele funeralii ale victimelor.
Numărul morților a dus la interzicerea temporară imediată a sporturilor cu motor în Franța, Spania, Elveția, Germania de Vest și în alte țări, până când pistele de curse vor putea fi aduse la un standard de siguranță mai ridicat. În Statele Unite ale Americii, American Automobile Association (AAA) a dizolvat Consiliul de concurs care fusese principalul organism de administrare a sporturilor cu motor din SUA (inclusiv Indianapolis 500) încă din 1904. Asociația a decis că activitatea curselor de mașini se îndepărtează de obiectivele sale principale, astfel că a fost creat United States Automobile Club pentru a prelua responsabilitatea organizării și oficializării acestora.
Majoritatea țărilor au ridicat interdicția privind participarea la curse într-un interval de un an după dezastru. Franța, în calitate de gazdă a cursei Le Mans, a eliminat complet interdicția pe 14 septembrie 1955. În aceeași zi, Ministerul de Interne a emis noi reglementări pentru desfășurarea evenimentelor de curse și a stabilit un proces oficial de aprobare care va trebui respectat pentru organizarea viitoarelor competiții. În schimb, interdicția Elveției a rămas în vigoare timp de mai multe decenii, obligând promotorii de curse elvețieni să organizeze competiții pe circuite din alte țări, precum Franța, Italia și Germania de Vest. În 2003, Adunarea Federală a Elveției a demarat o lungă discuție cu privire la ridicarea acestei interdicții. Discuția s-a axat mai degrabă pe politica de trafic și pe probleme de mediu decât pe siguranță. La 10 iunie 2009, Ständerat (camera superioară a parlamentului elvețian) a respins o propunere de ridicare a interdicției pentru a doua oară. În 2015, interdicția a fost parțial relaxată, fiind permisă organizarea de curse doar pentru vehicule electrice, precum cele din Formula E. Ulterior, interdicția a fost complet ridicată în mai 2022.
Următoarea rundă a Campionatului Mondial de Mașini Sport de la Nürburgring a fost anulată, la fel ca și cursa Carrera Panamericana. Restul sezonului 1955 al Campionatului Mondial de Mașini Sport a fost completat cu cele două curse rămase la British RAC Tourist Trophy și la Targa Florio din Italia, deși acestea nu s-au desfășurat până în septembrie și octombrie, la câteva luni după catastrofă. Mercedes-Benz a câștigat ambele evenimente și a reușit să își asigure campionatul constructorilor pentru acel sezon. După ce a reușit acest lucru, Mercedes s-a retras complet din sporturile cum motor. Groaza accidentului i-a determinat pe unii dintre piloții prezenți, inclusiv pe americanii John Fitch (după ce terminase sezonul cu Mercedes), Phil Walters (care primise o ofertă de a concura pentru Ferrari în restul sezonului) și Sherwood Johnston, să renunțe la cariera de curse. Macklin a decis, de asemenea, să se retragă după ce a fost implicat într-un alt accident fatal, în timpul cursei RAC Tourist Trophy din 1955 de pe circuitul Dundrod. Fangio nu a mai concurat niciodată la Le Mans. La Circuitul Sarthe, tribunele pentru public de la boxe au fost demolate.
Multe reproșuri au fost îndreptate împotriva lui Hawthorn, susținând că acesta i-a tăiat brusc calea lui Macklin și a frânat brusc aproape de intrarea la boxe, determinându-l pe Macklin să ia măsuri evazive disperate, care l-au adus în calea lui Levegh. Aceasta a devenit declarația semioficială a echipei Mercedes și varianta lui Macklin. Echipa Jaguar, la rândul său, a pus la îndoială aptitudinile și competența lui Macklin și Levegh ca piloți. Relatările inițiale din mass-media s-au dovedit a fi extrem de inexacte, așa cum a demonstrat analiza ulterioară a dovezilor fotografice realizată în 1975 de Paul Frère, editor al revistei Road & Track și ocupantul locului doi în 1955. Detalii suplimentare au apărut atunci când fotografiile analizate de Frère au fost convertite în format video.
Presa a speculat și asupra incendiului violent care a cuprins mașina, flăcările intensificându-se în momentul în care pompierii au folosit extinctoare pe bază de apă pentru a-l stinge. S-a sugerat că Mercedes-Benz ar fi falsificat aprovizionarea oficială cu combustibil, adăugând un aditiv exploziv. Totuși, intensitatea incendiului a fost cauzată, de fapt, de construcția șasiului din aliaj de magneziu. Neubauer a reușit să convingă autoritățile franceze să testeze combustibilul rezidual rămas în sistemul de injecție al mașinii, iar rezultatele au confirmat corectitudinea companiei.
Părerile celorlalți piloți au fost foarte diferite în ceea ce privește vinovăția directă pentru accident, diferențe care persistă și astăzi. Macklin a susținut că Hawthorn a făcut o manevră bruscă spre boxe, creând o situație de urgență care l-a obligat să devieze în calea lui Levegh. Ani mai târziu, Fitch a declarat, bazându-se pe propria sa amintire și pe relatările altora, că Hawthorn a fost responsabil pentru provocarea incidentului. Dewis a exprimat părerea că manevra lui Macklin de a-l depăși pe Hawthorn a fost neglijentă și că Levegh nu era suficient de competent pentru a face față cerințelor de conducere impuse de vitezele pe care le putea atinge 300SLR.
Atât Jaguar, cât și Mercedes-Benz au emis declarații oficiale, în principal pentru a se apăra împotriva acuzațiilor aduse lor și piloților lor. Neubauer s-a rezumat să sugereze îmbunătățiri ale liniei boxelor și să propună măsuri pentru a face opririle la boxe mai sigure.
Macklin, citind autobiografia lui Hawthorn din 1958, Challenge Me the Race, s-a simțit amărât când a constatat că Hawthorn își declina acum toată responsabilitatea pentru accident, fără a identifica cine l-a provocat. Cu Levegh mort, Macklin a presupus că Hawthorn a insinuat că el (Macklin) a fost responsabil și a inițiat un proces în calomnie. Totuși, procesul a rămas nerezolvat atunci când Hawthorn a decedat în urma unui accident rutier, care nu avea legătură cu vreo cursă, pe centura de ocolire a orașului Guildford în 1959, întâmplător în timp ce depășea un Mercedes-Benz cu Jaguar-ul său.
Ancheta oficială guvernamentală privind accidentul a convocat oficiali, piloți și membri ai echipei pentru a fi interogați și a depune mărturie. Resturile mașinii au fost examinate și testate și, în cele din urmă, au fost returnate către Mercedes-Benz la aproape douăsprezece luni după catastrofă. În cele din urmă, ancheta a concluzionat că niciun pilot nu a fost responsabil pentru accident, considerându-l un tragic incident de curse. Moartea spectatorilor a fost atribuită standardelor de siguranță insuficiente în proiectarea pistei.

### Acțiuni ulterioare
În anul următor, Automobile Club de l'Ouest (ACO) a început să aducă îmbunătățiri majore pistei și să schimbe infrastructura Circuitului Sarthe - linia dreaptă a boxelor a fost reproiectată și lărgită pentru a elimina curbura de dinaintea liniei de start-sosire și pentru a face loc unei linii de decelerare. Complexul de boxe a fost demolat și reconstruit, oferind mai mult spațiu echipelor, dar reducând numărul de piloți de la 60 la 52. Tribunele au fost demolate și reconstruite cu noi terase pentru spectatori și un șanț larg între acestea și pista de curse. Tehnologia și practicile de siguranță a pistei au evoluat lent până când pilotul de Formula 1 Jackie Stewart a organizat o campanie pentru a solicita măsuri de siguranță mai bune zece ani mai târziu. Campania lui Stewart a luat amploare după decesele lui Lorenzo Bandini și Jim Clark.
Fitch a devenit un susținător major al siguranței și a început să dezvolte în mod activ mașini rutiere și circuite de curse mai sigure. El a inventat dispozitive de siguranță a traficului, utilizate în prezent pe autostrăzi precum butoaiele Fitch umplute cu nisip și aer.
Mașina Austin-Healey 100 al lui Macklin a fost vândută mai multor cumpărători privați înainte de a apărea la licitație publică. În 1969, a fost cumpărată pentru 155 de lire sterline (echivalentul a 3.222 de lire sterline în 2023). În decembrie 2011, mașina, estimată la 800.000 de lire sterline înainte de licitație, a fost vândută pentru 843.000 de lire sterline. Mașina a păstrat motorul original SPL 261-BN, dar a fost raportată ca fiind într-o stare extrem de deplorabilă. A fost apoi restaurată la starea sa originală.
După accident, Mercedes-Benz s-a retras din sporturile cu motor până în 1985, deși retragerea fusese deja decisă înainte de cursă și nu fusese cauzată de accident. După revenirea în cursele de mașini sport la mijlocul anilor 1980, inițial ca furnizor de motoare, Mercedes a câștigat cursa de la Le Mans din 1989 în parteneriat cu Sauber Motorsport. Mercedes a continuat să concureze în campionat în anii 1990 ca echipă de uzină, înainte de a se retrage pentru a doua și ultima oară în 1999, în urma unei serii de accidente spectaculoase, dar fără urmări fatale, ale Mercedes-Benz CLR.